# توماس كوبر (سياسي)
توماس كوبر (بالإنجليزية: Thomas Cooper)‏ هو كيميائي وقاضي واقتصادي وفيلسوف ومحامي وسياسي أمريكي، ولد في 22 أكتوبر 1759 في لندن في المملكة المتحدة، وتوفي في 11 مايو 1839 في كولومبيا في الولايات المتحدة.